# Joel Barlow

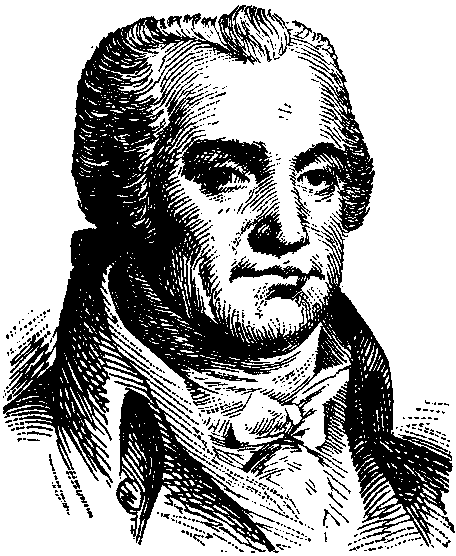
Dibujo de Joel Barlow.

Joel Barlow (24 de marzo de 1754 - 26 de diciembre de 1812) fue un poeta y político estadounidense.

## Biografía
Barlow nació en Redding, Fairfield County, Connecticut. Asistió por un tiempo a la Universidad Dartmouth antes de graduarse de Yale en 1778, en donde también obtuvo un posgrado dos años más tarde. En 1778 publicó un poema antiesclavista titulado "The Prospect of Peace". Desde septiembre de 1780 hasta el final de la guerra revolucionaria fue capellán de una brigada de Massachusetts. Luego, en 1783, se mudó a Hartford, Connecticut, se estableció y en julio de 1784 creó un periódico semanal, el American Mercury, en el cual trabajó durante un año. 
En Hartford formó parte de un grupo de escritores jóvenes incluyendo a Lemuel Hopkins, David Humphreys, y John Trumbull, conocido en la historia de la literatura estadounidense como "los Sabios de Hartford". Contribuyó con el Anarchiad, un periódico satírico-político, y en 1787 publicó un poema largo y ambicioso, The Vision of Columbus, el cual le dio una considerable reputación literaria. 
En 1788 se mudó a Francia como agente de la compañía Scioto Land, para vender tierras y alistar inmigrantes. Al parecer no estaba al tanto del carácter fraudulento de la compañía, la cual quebró desastrosamente en 1790. Anteriormente, sin embargo, había alentado a los franceses que finalmente fundaron Gallipolis, en Ohio, a emigrar a América. En París se convirtió en un liberal religioso y en un republicano avanzado. Ayudó a Thomas Paine a publicar la primera parte de La edad de la razón mientras que Paine estaba en la cárcel durante el Reino del Terror. Permaneció en el extranjero durante varios años, pasando la mayor parte de su tiempo en Londres; pasó a ser miembro de la Sociedad Londinense para la Información Constitucional, publicó varios ensayos radicales, incluyendo un volumen titulado Advice to the Privileged Orders (1792), el cual fue proscrito por el gobierno británico, y obtuvo la ciudadanía francesa en 1792. 
Fue cónsul estadounidense en Algiers entre 1795 y 1797, logrando la liberación de prisioneros norteamericanos a cambio de rescatas, y negocio un tratado con Trípoli (1796). Regresó a América en 1805, y vivió en su hogar, Kalorama en lo que actualmente es la ciudad de Washington D. C., hasta 1811, cuando que fue acusado por los franceses de haber negociado un tratado comercial con Napoleón Bonaparte. Fue convocado para una entrevista con Napoleón en Vilna, pero no pudo ver allí al emperador; luego, se enroló en la Armada francesa y falleció en el pueblo polaco de Zarnowiec.